# Pure and Simple (album)
Albums de Joan Jett and the Blackhearts
Notorious
(1991) Evil Stig
(1995)
Pure and Simple est le neuvième album de Joan Jett and the Blackhearts sorti en 1994.

## Liste des chansons
| No  | Titre             | Durée |
| --- | ----------------- | ----- |
| 1.  | Go Home           | 2:42  |
| 2.  | Eye To Eye        | 3:30  |
| 3.  | Spinster          | 2:44  |
| 4.  | Torture           | 3:35  |
| 5.  | Rubber & Glue     | 3:19  |
| 6.  | As I Am           | 4:35  |
| 7.  | Activity Grrrl    | 3:45  |
| 8.  | Insecure          | 3:11  |
| 9.  | Wonderin          | 4:53  |
| 10. | Consumed          | 4:40  |
| 11. | You Got A Problem | 3:57  |
| 12. | Brighter Day      | 6:06  |
| 13. | World Of Denial   | 4:14  |
| 14. | Hostility         | 3:37  |